# Yopal
Yopal là một khu tự quản thuộc tỉnh Casanare, Colombia. Thủ phủ của khu tự quản Yopal đóng tại Yopal Khu tự quản Yopal có diện tích 2532 ki lô mét vuông. Đến thời điểm ngày 28 tháng 5 năm 2018, khu tự quản Yopal có dân số 168433 người.